# Dendrophilacris
Dendrophilacris is een geslacht van rechtvleugeligen uit de familie veldsprinkhanen (Acrididae). De wetenschappelijke naam van dit geslacht is voor het eerst geldig gepubliceerd in 1976 door Descamps.

## Soorten
Het geslacht Dendrophilacris omvat de volgende soorten:
- Dendrophilacris bellicosa Amédégnato & Poulain, 1987
- Dendrophilacris bora Descamps, 1980
- Dendrophilacris boulardi Descamps, 1979
- Dendrophilacris cantralli Amédégnato & Poulain, 1987
- Dendrophilacris chloronotus Descamps, 1980
- Dendrophilacris divergens Amédégnato & Poulain, 1987
- Dendrophilacris lorenzi Amédégnato & Poulain, 1987
- Dendrophilacris machigenga Descamps, 1980
- Dendrophilacris metae Descamps, 1976
- Dendrophilacris mutilata Amédégnato & Poulain, 1987
- Dendrophilacris occidentalis Descamps, 1980
- Dendrophilacris secoya Descamps, 1980
- Dendrophilacris venezuelae Descamps, 1976
- Dendrophilacris witotae Descamps, 1976